# Silver Strikers FC
El Silver Strikers FC és un club de futbol de Malawi de la ciutat de Lilongwe.

## Palmarès
- Lliga malawiana de futbol:[3]

1993, 1994, 1996, 2008, 2010, 2012, 2013, 2014, 2024
- Copa malawiana de futbol:[4]

1988, 2007, 2014
- Copa de la Premsa de Malawi:[4]

1988, 1991, 1992, 1997, 1998
- Copa Kamuzu de Malawi:[4]

1987, 1991, 1994, 1995
- Copa Chibuku de Malawi:[4]

1987, 1992
- BP/Airtel Top 8 Cup:

2002, 2017, 2019
- Chombe Tea Cup:

1997
- BAT Sportsman Trophy:

1988